# Prima Lega 1970-1971 (calcio)
La Prima Lega 1970-1971, campionato svizzero di terza serie, si concluse con la vittoria del Chênois.

## Regolamento
Scopo del torneo è quello di ottenere due promozioni e sei retrocessioni.
Torneo svolto in due fasi: la prima fase vede le 39 squadre partecipanti suddivise, con criterio regionale, in tre gironi composti da 13 squadre ciascuno, in cui le prime due classificate di ogni girone, si affrontano nella fase finale, in un mini torneo a 6, per stabilire le due squadre promosse in Lega Nazionale B. Le ultime due squadre di ciascun girone vengono retrocesse direttamente in Seconda Lega. La fase finale vede incontri ad eliminazione diretta il primo turno, dalla quale si qualificano le tre squadre che si incontrano in un mini torneo a tre.

## Girone ovest

### Classifica finale
|  | Pos. | Squadra                   | Pt | G  | V  | N | P  | GF | GS | DR  |
|  | ---- | ------------------------- | -- | -- | -- | - | -- | -- | -- | --- |
|  | 1.   | Chênois                   | 34 | 24 | 14 | 6 | 4  | 45 | 24 | +21 |
|  | 2.   | Stade Nyonnais            | 33 | 24 | 13 | 7 | 4  | 55 | 28 | +27 |
|  | 3.   | Dürrenast                 | 30 | 24 | 11 | 8 | 5  | 40 | 31 | +9  |
|  | 4.   | Berna                     | 27 | 24 | 10 | 7 | 7  | 48 | 35 | +13 |
|  | 5.   | ASI Audax-Friul Neuchâtel | 24 | 24 | 9  | 6 | 9  | 46 | 56 | -10 |
|  | 6.   | Thun                      | 23 | 24 | 9  | 5 | 10 | 43 | 43 | +0  |
|  | 7.   | Meyrin                    | 22 | 24 | 7  | 8 | 9  | 44 | 38 | +6  |
|  | 8.   | Raron                     | 22 | 24 | 7  | 8 | 9  | 30 | 29 | +1  |
|  | 9.   | Yverdon                   | 22 | 24 | 8  | 6 | 10 | 36 | 46 | -10 |
|  | 10.  | Burgdorf                  | 21 | 24 | 7  | 7 | 10 | 34 | 42 | -8  |
|  | 11.  | Minerva Berna             | 21 | 24 | 7  | 7 | 10 | 29 | 43 | -14 |
|  | 12.  | Langenthal                | 19 | 24 | 7  | 5 | 12 | 50 | 59 | -9  |
|  | 13.  | Salgesch                  | 14 | 24 | 5  | 4 | 15 | 33 | 59 | -26 |

Legenda:

      Ammessa alla fase finale per la promozione in Lega Nazionale B 1971-1972.

      Retrocessa in Seconda Lega 1971-1972.

Note:
Due punti a vittoria, uno a pareggio, zero a sconfitta.

## Girone centrale

### Classifica finale
|  | Pos. | Squadra           | Pt | G  | V  | N | P  | GF | GS | DR  |
|  | ---- | ----------------- | -- | -- | -- | - | -- | -- | -- | --- |
|  | 1.   | Delémont          | 37 | 24 | 16 | 5 | 3  | 55 | 21 | +34 |
|  | 2.   | Le Locle-Sports   | 29 | 24 | 13 | 3 | 8  | 55 | 41 | +14 |
|  | 3.   | Porrentruy        | 28 | 24 | 10 | 8 | 6  | 38 | 27 | +11 |
|  | 4.   | Soletta           | 27 | 24 | 12 | 3 | 9  | 45 | 39 | +6  |
|  | 5.   | Breite Basilea    | 27 | 24 | 11 | 5 | 8  | 42 | 37 | +5  |
|  | 6.   | Nordstern         | 26 | 24 | 11 | 4 | 9  | 50 | 43 | +7  |
|  | 7.   | Breitenbach       | 25 | 24 | 12 | 1 | 11 | 40 | 48 | -8  |
|  | 8.   | Concordia Basilea | 23 | 24 | 9  | 5 | 10 | 37 | 40 | -3  |
|  | 9.   | Turgi             | 22 | 24 | 7  | 8 | 9  | 37 | 40 | -3  |
|  | 10.  | Baden             | 22 | 24 | 8  | 6 | 10 | 29 | 33 | -4  |
|  | 11.  | Emmenbrücke       | 21 | 24 | 8  | 5 | 11 | 41 | 46 | -5  |
|  | 12.  | Moutier           | 18 | 24 | 8  | 2 | 14 | 44 | 53 | -9  |
|  | 13.  | Zofingen          | 7  | 24 | 3  | 1 | 20 | 26 | 71 | -45 |

Legenda:

      Ammessa alla fase finale per la promozione in Lega Nazionale B 1971-1972.

      Retrocessa in Seconda Lega 1971-1972.

Note:
Due punti a vittoria, uno a pareggio, zero a sconfitta.

## Girone est

### Classifica finale
|  | Pos. | Squadra            | Pt | G  | V  | N | P  | GF | GS | DR  |
|  | ---- | ------------------ | -- | -- | -- | - | -- | -- | -- | --- |
|  | 1.   | Buochs             | 38 | 24 | 18 | 2 | 4  | 54 | 25 | +29 |
|  | 2.   | Gambarogno-Contone | 35 | 24 | 14 | 7 | 3  | 51 | 18 | +33 |
|  | 3.   | Frauenfeld         | 32 | 24 | 14 | 4 | 6  | 46 | 30 | +16 |
|  | 4.   | Chur               | 30 | 24 | 13 | 4 | 7  | 48 | 31 | +17 |
|  | 5.   | Red Star Zurigo    | 26 | 24 | 11 | 4 | 9  | 27 | 35 | -8  |
|  | 6.   | Locarno            | 25 | 24 | 10 | 5 | 9  | 33 | 26 | -7  |
|  | 7.   | Zugo               | 24 | 24 | 10 | 4 | 10 | 42 | 26 | +16 |
|  | 8.   | Rorschach          | 21 | 24 | 7  | 7 | 10 | 30 | 43 | -13 |
|  | 9.   | Amriswil           | 19 | 24 | 8  | 3 | 13 | 26 | 38 | -12 |
|  | 10.  | Vaduz              | 18 | 24 | 7  | 4 | 13 | 32 | 42 | -10 |
|  | 11.  | Blue Stars Zurigo  | 17 | 24 | 7  | 3 | 14 | 25 | 46 | -21 |
|  | 12.  | Küsnacht           | 14 | 24 | 5  | 4 | 15 | 26 | 55 | -29 |
|  | 13.  | Uster              | 13 | 24 | 5  | 3 | 16 | 24 | 49 | -25 |

Legenda:

      Ammessa alla fase finale per la promozione in Lega Nazionale B 1971-1972.

      Retrocessa in Seconda Lega 1971-1972.

Note:
Due punti a vittoria, uno a pareggio, zero a sconfitta.

## Fase Finale
La fase finale stabilisce le due squadre promosse in Lega Nazionale B.

### Primo turno
6 e 13 giugno 1971
| Chênois | 2 - 2 e 4 - 0 | Le Locle-Sports |

| Delémont | 0 - 1 e 0 - 1 | Gambarogno-Contone |

| Stade Nyonnais | 2 - 6 e 1 - 1 | Buochs |

### Secondo turno
Le tre quadre qualificate s'incontrano in un mini torneo a tre con partite di solo andata.

### Classifica finale
| Squadra            | P.ti | G | V | N | P | GF | GS | DR |
| ------------------ | ---- | - | - | - | - | -- | -- | -- |
| Chênois            | 3    | 2 | 1 | 1 | 0 | 4  | 1  | +3 |
| Gambarogno-Contone | 2    | 2 | 0 | 2 | 0 | 1  | 1  | +0 |
| Buochs             | 1    | 2 | 0 | 1 | 1 | 0  | 3  | -3 |

#### Risultati
20 giugno 1971
| Chênois | 3 - 0 | Buochs |

27 giugno 1971
| Gambarogno-Contone | 1 - 1 | Chênois |

4 luglio 1971
| Buochs | 0 - 0 | Gambarogno-Contone |

## Verdetti Finali
- CS Chênois vincitore del torneo.
- CS Chênois e FC Gambarogno promosse in Lega Nazionale B
- FC Langenthal, FC Salgesch, FC Moutier, SC Zofingen, FC Küsnacht e FC Uster retrocesse in Seconda Lega.